# Rudna Glava
Rudna Glava (em cirílico:Рудна Глава) é uma vila da Sérvia localizada no município de Majdanpek, pertencente ao distrito de Bor, na região de Timočka Krajina. A sua população era de 2122 habitantes segundo o censo de 2010.

## Demografia
| 1948  | 1953  | 1961  | 1971  | 1981  | 1991  | 2002  |
| ----- | ----- | ----- | ----- | ----- | ----- | ----- |
| 2 863 | 3 010 | 3 215 | 3 088 | 2 887 | 2 549 | 2 309 |